# Jorge Navarro (pianista)
Jorge Pampero Navarro (Buenos Aires, Argentina, 20 de enero de 1940) es un consagrado pianista de jazz de amplia trayectoria, que obtuvo numerosos premios y tocó junto a reconocidos músicos argentinos e internacionales como Chico Novarro, Ruben Rada, Gustavo Bergalli, Luis Salinas, El Zurdo Roizner, Rodolfo Alchourron, Gato Barbieri, Álex Acuña, Buddy DeFranco, Clark Terry, James Moody, Roy Eldridge, Jim Hall, Dave Holland, Ray Charles y Ella Fitzgerald, entre otros. Entre 1988 y 1993 lideró La Banda Elástica junto a Ernesto Acher, en 2004 estuvo al frente de una agrupación de 19 músicos en La Gran Banda de Jorge Navarro, y en 2006 presentó Gershwin, el hombre que amamos con Acher en la dirección de una orquesta sinfónica de 50 músicos.
Recibió su apodo (Pampero) del actor y cantante Jorge Porcel, quien lo comparaba con humor con el caballo de Patoruzú.

## Biografía
Su madre era profesora de piano. Estudió música clásica entre los 6 y los 13 años con una profesora del barrio de San Telmo, en la que fue su única formación musical. Navarro aseguró que aprendió a tocar jazz con su amigo Gato Barbieri.
Admirador de Keith Jarrett, Gary Peacock, Cole Porter, George Gershwin, Buddy DeFranco y Richard Rodgers, Navarro aseguró que su gran ídolo es Louis Armstrong:

Él inventó la manera de tocar. Hasta ese momento, la música parecía de dibujitos animados y gracias a él, con ese fraseo, con su forma de cantar y de tocar, empezó el jazz tal como lo conocemos.
Jorge Navarro

En 1958 integró Swing Timers, agrupación con la que tocaban jazz al estilo de Benny Goodman donde grabó tres discos y se presentó en vivo por todo el país. También formó la banda Nuevo Jazz, con Rubén Barbieri (hermano del Gato Barbieri), el pianista Santiago Giacobbe, el saxofonista Horacio Chivo Borraro, el trombonista Alfredo Wolf, el baterista Zurdo Roizner y Chico Novarro (que entonces se hacía llamar Miki Lerman y tocaba la batería y el bajo), con arreglos de Rodolfo Alchourron. Más tarde formaría su primer trío y en 1960 integró Agrupación Nuevo Jazz con Gato Barbieri, Alchurrón, Chivo Borraro, Alfredo Wulff y Jorge Negro González.
En mayo de 1960 tocó una noche en el club Jamaica con Pichi Mazzei en batería y Jorge López Ruiz en contrabajo, cuando sorpresivamente se sumó en una improvisación de scat la cantante estadounidense Ella Fitzgerald, quien se había presentado en el Teatro Opera. También subieron al escenario el guitarrista Jim Hall y el trompetista Roy Eldrige, quienes aceptaron la invitación del pianista Sergio Mihanovich para reunirse en su casa. Navarro contó que Fitzgerald les pidió a él y a Mihanovich que la acompañaran a Estados Unidos, pero finalmente él no se animó.
En 1968 se unió a The Sound and Company, con los que grabó 5 discos e hizo presentaciones en televisión y una gira por América Central que culminó en Estados Unidos, donde se radicaron por cinco años.
A su regreso a Argentina, en 1976, formó un cuarteto de jazz rock, con el que grabó Navarro con polenta en 1977.
Luego fue pianista del cantante Ray Charles en su actuación en Buenos Aires y del clarinetista Buddy DeFranco, actuación que quedó registrada en el disco Buddy Defranco, the Liveliest.
En 1984 dictó un seminario de una semana en la Universidad de Música de Jazz de Graz, Austria, junto a Alfredo Remus y Pocho Lapouble, previo a una gira por veinte ciudades austríacas. Al año siguiente hicieron una nueva gira europea que incluyó Viena y Alemania.
Regresó a Europa en 1986 para tocar en Viena, Alemania y España. Ese mismo año tocó con el trompetista Nat Adderley en Buenos Aires. Nuevamente viajó a Europa en 1988 para hacer otra gira y grabar un disco en Salzburgo con el saxofonista austríaco Karlheinz Miklin.
En 1988 fundó con Ernesto Acher La Banda Elástica, una agrupación de jazz fusionado con estilos como folklore, tango y rock, y aportes humorísticos. Grabaron tres discos y se disolvieron en 1993.
En 1994 comenzó a tocar con su amigo Baby López Fürst, con quien compartieron escenarios como dúo hasta 1999. En las actuaciones en el bar Clásica y Moderna fue grabado el disco "Dúo". López Fürst falleció en 2000, víctima de un derrame cerebral sufrido durante una actuación del dúo.
Navarro organizó y dirigió artísticamente el Primer Festival de Jazz Internacional de Punta del Este, en agosto de 1995, donde tocó con su trío junto al trompetista Clark Terry.
En 1997, al cumplirse 60 años del fallecimiento de George Gershwin, Navarro, Baby López Fürst y una orquesta sinfónica dirigida por Ernesto Acher realizaron 8 conciertos en el Teatro Avenida del espectáculo Ghershwin, el hombre que amamos, que debido al éxito obtenido repetirían en 1998.
En 2000, Navarro tocó con su trío en el Festival Internacional de Jazz de los Siete Lagos, en San Martín de los Andes y Bariloche, compartiendo escenario con el quinteto de Dave Holland, quien fuera contrabajista de Miles Davis.
En 2004 grabó con el trompetista Gustavo Bergalli, el bajista Arturo Puertas y el baterista Fernando Martínez Tráfico porteño, para luego dedicarse a un proyecto propio: La Gran Banda de Jorge Navarro, donde dirigió a 17 instrumentistas y 2 cantantes.
En 2006 se presentó en el Teatro Colón y en el Teatro Coliseo nuevamente con Gershwin, el hombre que amamos, junto a su trío y una orquesta sinfónica de 50 músicos conducida por Ernesto Acher. Luego tocó con el célebre saxofonista estadounidense James Moody en el Segundo Festival Internacional de Jazz de Buenos Aires.
En 2012 hizo una gira nacional con el espectáculo Reunión cumbre, en el que compartió escenario nuevamente con Bergalli y con el cantante y percusionista uruguayo Rubén Rada, el guitarrista Luis Salinas, el bajista Francisco Fattoruso y Alex Acuña, quien fuera baterista y percusionista de Weather Report, Paul McCartney, Ella Fitzgerald, Chick Corea, Herbie Hancock y Tom Jobim, entre otros.

## Premios y reconocimientos
- Bop Club Argentino: medalla al mejor pianista de jazz (1958 y 1959)
- Prensario: Músico de Jazz del Año (1977, 1980 y 1984)
- Premio Konex: Solista de Jazz (1995)
- Premio Konex de Platino: Mejor solista de Jazz de la década 1995-2005 (2005)
- Personalidad Destacada de la Cultura de la Ciudad de Buenos Aires (2017)
- Estrella de Mar (con La Banda Elástica) (1989 y 1990)
- Sadaic (con La Banda Elástica) (1990)
- Gaviota de Mar (con La Banda Elástica) (1990)
- Quinquela Martín de Oro (con La Banda Elástica) (1990)
- ACE (con La Banda Elástica) (1990)
- ACE: mejor álbum de Jazz del Año (Dúo, con Baby López Furst) (1994-1995)
- Diario Clarín: Figura del Jazz (2003)
- El crítico norteamericano Gene Less, de la revista Down Beat, lo eligió como "uno de los tres mejores pianistas de jazz del mundo fuera de Estados Unidos"
- El 10 de mayo de 1995 se incorporó como miembro invitado a la Asamblea General del Consejo Argentino de Música, organismo dependiente del International Music Council de la Unesco

## Discografía (parcial)
- Menorama (1960), con Agrupación Nuevo Jazz
- Círculo amigos del Jazz presenta Jorge Navarro Trío (1964)
- Navarro con polenta (1977)
- Buddy Defranco, the Liveliest (1980)
- El loco son ustedes (1987)
- Volumen 1 (1990), con La Banda Elástica
- Volumen 2 (1991), con La Banda Elástica
- Perche mi piace (1992), con La Banda Elástica
- Dúo (1994), con Baby López Fürst
- Fascinating Rhythm (1996), con Jorge Navarro Trío
- Ghershwin, el hombre que amamos (1997), con Baby López Fürst y orquesta sinfónica dirigida por Ernesto Acher
- La Banda (1980), con La Banda
- Mood Indigo en vivo (1983), con Buddy DeFranco
- Jazz en buenas manos: dúo de pianos (2000), con Baby López Fürst
- Tráfico porteño (2004), con Gustavo Bergalli
- Pianistas (2005), con Guillermo Romero
- Por todos estos años (2009), con Jorge Navarro Trío
- Gershwin, el hombre que amamos + La primera vez (2010), con Ernesto Acher y Baby López Fürst
- Viva el swing (2014), con Manuel Fraga
- Jorge Navarro y amigos: en vivo en La Usina del Arte (2019)
- Funk Yourself / Repartamos el funky (2019, simple)